# Capnolymma borneana
Capnolymma borneana là một loài bọ cánh cứng trong họ Cerambycidae.